# Janvilliers
Janvilliers är en kommun i departementet Marne i regionen Grand Est (tidigare regionen Champagne-Ardenne) i nordöstra Frankrike. Kommunen ligger i kantonen Montmirail som tillhör arrondissementet Épernay. År 2022 hade Janvilliers 159 invånare.

## Befolkningsutveckling
Antalet invånare i kommunen Janvilliers
| Referens: INSEE |